# Guillermo Gómez Rivera
Guillermo Gómez Rivera (Iloilo, 12 de setembre de 1936) és un escriptor, periodista, poeta, dramaturg, historiador, lingüista i professor filipí de llengua castellana. És el director de l'Acadèmia Filipina i un apassionat hispanista També és professor de dansa espanyola i se'l considera un mestre del flamenc a les Filipines.
Se'l considera un intel·lectual nacionalista bel·ligerant per les seves idees en defensa de la llengua castellana i de l'aportació hispànica en la cultura filipina. És considerat referent imprescindible i una personalitat per a tota la cultura filipina de la seva època i de la hispanofilipina en particular.
Entre les seves accions hi hagué la memòria de l'existència d'un incipient però reeixit cinema nacional filipí en espanyol durant la dècada de 1930, amb pel·lícules com a Secreto de confessión.

## Periodisme
La seva carrera com a periodista comença en el diari dirigit als professors de llengua espanyola, El Maestro durant els anys seixanta. També en aquella època va ser responsable de l'emissió del programa de ràdio de l'emissora DZRH La Voz Hispanofilipina.
Va participar en el programa de televisió Alas Singko y Medya del canal ABS-CBN.
Actualment és director del periòdic Nueva Era, un dels pocs periòdics en llengua castellana que encara s'editen a les Filipines. Es publica setmanalment i és accessible només mitjançant subscripció.

## Literatura, història i cultura.
Va obtenir el Premi Zóbel el 1975 per la seva obra de teatre El caserón, publicada el 1976. Prèviament va ser segon, en el Premi Manuel Bernabé, per un assaig sobre el valor històric i nacional de l'espanyol a les Filipines. Des de llavors ha actuat en nombroses ocasions
com a mestre de cerimònies dels Premis Zóbel.
El 1960 va realitzar una recerca sobre la cançó filipina cantada en castellà i va recopilar un corpus notable de cançons. Després de donar-les a conèixer al seu programa de ràdio, el 1962 va gravar un disc amb dotze d'elles, acompanyat d'una rondalla, titulat Nostalgia filipina. Va gaudir d'un cert èxit i va esgotar la tirada de mil exemplars.
També va escriure Por los fueros filipinos, una obra de teatre que explora l'explotació dels filipins pels nord-americans al començament del segle xx.

## Selecció d'obres
- 2015 Quis ut Deus, o el Teniente Guimô, el brujo revolucionario de Yloílo, The Herald Press, Manila.
- 2011. Con címbalos de caña, (Col·lecció Oriente) Ed. Moreno Mejías, Sevilla[8]
- 2008. El caserón. Comedia Filipina en Tres Actos (Revisió)[9]

## Premis
- 1975. Premi Zobel. El Caserón[1]
- 2015. I Premio José Rizal de las Letras Filipinas, Quis ut Deus